# Paul De Keersmaeker
Paul P. M. H. Baron De Keersmaeker (* 14. Juli 1929 in Kobbegem, Asse, Provinz Flämisch-Brabant; † 16. Dezember 2022) war ein belgischer Politiker der Christelijke Volkspartij (CVP), der 27 Jahre lang Mitglied der Abgeordnetenkammer sowie zehn Jahre lang Staatssekretär für Europäische Angelegenheiten und Landwirtschaft in mehreren Regierungen von Premierminister Wilfried Martens war.

## Leben
Paul De Keersmaeker absolvierte nach dem Besuch des von Jesuiten geführten Sint-Jozefscollege in Aalst ein Studium der Rechtswissenschaften an der Katholieke Universiteit Leuven. Nach dem Abschluss mit einem Lizenziat und einem Doktor der Rechte nahm er eine Tätigkeit als Notar auf.
Seine politische Laufbahn begann er in der Kommunalpolitik und war zwischen 1959 und 1976 Bürgermeister seiner Geburtsstadt Kobbegem.
Am 31. März 1968 wurde De Keersmaeker erstmals zum Mitglied der Abgeordnetenkammer gewählt und vertrat in dieser bis zum 12. April 1995 mehr als 27 Jahre lang das damalige Arrondissement Brüssel. Nach der Zusammenlegung der Teilgemeinden Bekkerzeel, Kobbegem, Mollem, Relegem und Zellik wurde er 1977 erster Bürgermeister der neuentstandenen Gemeinde Asse und bekleidete dieses Amt bis zu seiner Ablösung durch Herman Van Elsen 1984.
Bei der Europawahl 1979 wurde er zum Mitglied des Europäischen Parlaments gewählt und gehörte diesem in der ersten Wahlperiode bis 1981 an.
Anschließend wurde De Keersmaeker am 17. Dezember 1981 von Premierminister Wilfried Martens in dessen fünfte Regierung berufen und fungierte bis zum Ende der Amtszeit der neunten Regierung Martens am 7. März 1992 mehr als zehn Jahre lang als Staatssekretär für Europäische Angelegenheiten und Landwirtschaft und war als solcher dem jeweiligen Außenminister zugeordnet. Am 14. Juni 1985 unterzeichnete er im Auftrag der belgischen Regierung als Staatssekretär für europäische Angelegenheiten das Schengener Abkommen.
De Keersmaeker, dem für seine langjährigen politischen Verdienste das Ritterkreuz des Leopoldsordens verliehen sowie die Bürgermedaille Erster Klasse verliehen wurde, war nach seinem Rückzug aus dem politischen Leben in der Privatwirtschaft tätig und unter anderem Direktor des Brauereikonzerns Anheuser-Busch InBev.